# E ti vengo a cercare
E ti vengo a cercare è un brano musicale del cantautore italiano Franco Battiato, seconda traccia del quindicesimo album in studio Fisiognomica.

## Esibizioni dal vivo
Il 18 marzo 1989 il brano fu eseguito dal vivo, assieme a Giusto Pio, in Sala Nervi, alla presenza di papa Giovanni Paolo II.

## Cover
Nel 1996, i C.S.I. registrarono una cover del brano, contenuta nell’album Linea Gotica, in cui canta anche lo stesso Battiato.
Nel 2020 Tiziano Ferro realizza una cover dell'omonimo brano pubblicandola nell'album Accetto miracoli: l'esperienza degli altri.

## Nella cultura di massa
Il brano è presente in una celebre scena del film Palombella rossa di Nanni Moretti.